# Lütt Matten de Has’
Matten Has’ ist eine Tierfabel, gedichtet in plattdeutscher Sprache von Klaus Groth, die unter dem Titel Lütt Matten de Haas auch als Volkslied bekannt geworden ist. Nach der Fabel schuf Walther Preik die Bronzeplastik Lütt Matten, de Has, die an der Uferpromenade von Waren (Müritz) steht.

## Handlung
Der kleine Hase Lütt Matten – „Tragischer Held“ in diesem Gedicht – hat Spaß am Tanzen. In Ermangelung einer Tanzdame tanzt er allein zur Musik einer Krähe, die mit der Fidel zum Tanz aufgespielt. Reineke Fuchs sieht das und bietet sich als Tanzpartner an. In grenzenloser Leichtgläubigkeit und Naivität geht Lütt Matten auf das Angebot ein und reicht dem Fuchs die Pfote. Dieser jedoch hat Arges vor; er beißt den Hasen tot und verspeist ihn dann; auch die Krähe bekommt ihren Anteil am „gefundenen Fressen“.

## Text

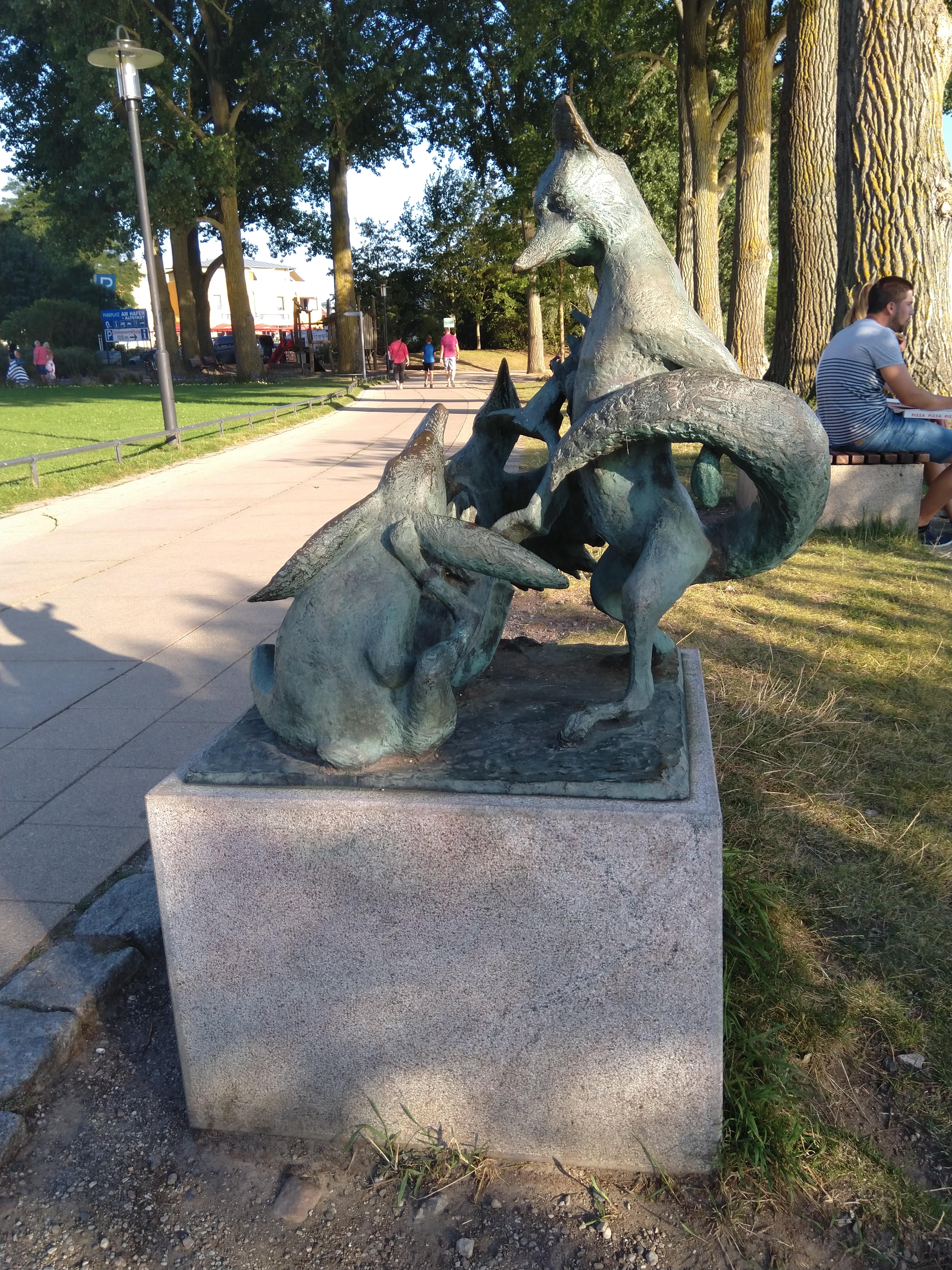
Bronzeskulptur „Lütt Matten, de Has“ von Walther Preik an der Uferpromenade in Waren (Müritz)

| Originaltext von Klaus Groth | hochdeutsche Übersetzung |
| --- | --- |
| Lütt Matten de Has’ De mak sik en Spaß, He weer bi’t Studeern Dat Danzen to leern, Un danz ganz alleen Op de achtersten Been. Keem Reinke de Voß Un dach: das en Kost! Un seggt: Lüttje Matten So flink op de Padden? Un danzst hier alleen Oppe achtersten Been? Kumm, lat uns tosam! Ik kann as de Dam! De Krei de spȩlt Fitel, Denn geit dat canditel, Denn geit dat mal schön Op de achtersten Been! Lütt Matten gev Pot: De Voß beet em dot; Un sett sik in Schatten, Verspis’ de lütt Matten, De Krei de kreeg een Vun de achtersten Been. | Klein Martin der Hase Der machte sich ’nen Spaß, Er war am Studieren Das Tanzen zu lernen, Und tanzte ganz allein Auf den hinteren Beinen. Kam Reinhart der Fuchs Und dacht’: welch ein Bissen! Und sagt: Kleiner Martin So flink auf den Pfoten? Und tanzest hier allein Auf den hinteren Beinen? Komm, lass uns zusammen! Ich tanze als Dame! Die Krähe spielt Fidel, Dann geht es mal lustig, Dann geht es mal schön Auf den hinteren Beinen. Kleiner Martin gab Pfote: Der Fuchs biss ihn tot Und setzte sich in Schatten, Verspeiste kleinen Martin; Die Krähe kriegte eins Der hinteren Beine. |

## Melodie mit Text
Quelle:
- „Sing man to“ – Hrsg. Detlef Dreessen, ISBN 978-3-939993-06-3, S. 114

## Vertonungen
Das Gedicht Matten Has’ wurde vertont von
- Fritz Bultmann
- Fiede Kay[5]
- Hannes Wader[6]
- De Plattfööt
- Gruppe „Rohrstock“